# رستم و سهراب
«رستم و سهراب» یکی از داستان‌های شاهنامه است و داستان مرگ سهراب جوان را به تصویر می‌کشد که بر اثر جنگ با رستم، به دست پدر کشته می‌شود.

## چاپ‌های رستم و سهراب
این داستان بارها به دست محققان چاپ شده است، ازجمله با عنوان داستان رستم و سهراب (به تصحیح مجتبی مینوی و همکاران، بنیاد شاهنامه)، غمنامهٔ رستم و سهراب (حسن انوری و جعفر شعار). معتبرترین و آخرین چاپ از این داستان را جلال خالقی مطلق با همکاری محمد افشین وفایی و پژمان فیروزبخش تصحیح و شرح کرده‌اند و انتشارات سخن آن را به چاپ رسانده است.

## زایش سهراب
روزی رستم اسباب شکار را آماده کرد و همراه اسبش رخش عازم مرزهای کشور توران شد. آن روز رستم در نزدیکی شهر سمنگان گوری شکار کرد و بعد از خوردن گور به خواب رفت. چندتن از سواران تورانی که از آن محل می‌گذشتند، رخش را دیدند که در دشت به چرا مشغول است. از آن رو که رخش اسب بی نظیری بود، آن را گرفته و با خود به شهر سمنگان بردند. سپس رستم از خواب بیدار شد و اسب خویش را نیافت، بسیار اندوهگین شد و به ناچار با پای پیاده برای یافتن رخش عازم شهر سمنگان شد. پادشاه سمنگان وقتی شنید که رستم برای پیدا کردن اسبش به شهر او آمده است، شادمان گشته و به پیشواز رستم شتافت. شاه سمنگان رستم را به کاخ خویش دعوت کرد و به وی قول داد که به زودی رخش را یافته و برای او خواهد آورد. رستم دعوت شاه را پذیرفت و به کاخ او رفت و به خوردن می و تفریح مشغول شد تا اینکه شب فرا رسید. برای رستم خوابگاه ویژه‌ای آماده کردند، رستم به خوابگاه رفت تا قدری بیاساید. چون پاسی از شب گذشت، دختری زیبارو و خوش‌اندام به خوابگاه وارد شد. رستم بیدار شد و با تعجب به دختر نگاه کرد و سپس پرسید تو کیستی؟ دختر جواب داد که من تهمینه، دختر شاه سمنگان هستم. رستم وقتی آن همه زیبای را دید سریع موبدی را برای خواستگاری نزد شاه سمنگان فرستاد. شاه از خواسته رستم بسیار خشنود گشت و رستم و تهمینه همان شب با هم ازدواج کردند. سپس رستم مهره‌ای را که به بازوی خویش بسته بود، درآورد و به تهمینه داد و گفت اگر فرزندمان دختر بود این مهره را به گیسویش ببند و اگر پسر بود، مهره را به بازوی او ببند. فردا صبح شاه سمنگان به رستم خبر داد که رخش را یافته است. پس رستم از ستایش صادق خداحافظی کرد و همراه رخش به سوی زابلستان (سیستان) رهسپار شد. نه ماه بعد تهمینه پسری به دنیا آورد که بسیار شبیه پدرش (رستم) بود و نام او را سهراب نهاد.

## لشکر کشی سهراب به ایران و اسیر کردن هجیر
سهراب به سرعت رشد می‌کرد و بزرگ می‌شد به طوری که در ده سالگی چنان قوی هیکل و نیرومند شده بود که در آن نواحی کسی قدرت نبرد با او را نداشت. روزی از روزها سهراب نزد مادر رفت و از نام و نشان پدر خویش پرسید؛ و مادر به گفت که تو از دودمان نریمان و فرزند رستم دستان هستی. سهراب چو این گفته شنید بسیار خشنود شد. بعد گفت من به زودی لشکری از پهلوانان توران گرد هم خواهم آورد و به ایران حمله خواهم کرد تا کیکاووس، شاه ایران که فردی نالایق است را از تخت به زیر کشم و پدرم رستم را بر تخت پادشاهی نشانم. سپس همراه با پدرم به توران حمله خواهیم کرد و افراسیاب را نابود خواهیم کرد. از آن طرف جاسوسان این خبر را برای افراسیاب بردند. وقتی افراسیاب شنید که سهراب فرزند رستم است و قصد دارد برای یافتن پدر به ایران لشکر به کشد با خود فکری کرد و گفت شاید در این لشکرکشی رستم به دست پسرش سهراب کشته شود. پس به هومان و بارمان که از سرداران لشکرش بودند فرمان داد تا لشکری متشکل از دوازده هزار سرباز گرداورند و به یاری سهراب بشتابند. سپس افراسیاب به آن‌ها گفت که سهراب نباید هرگز پدرش را بشناسد تا شاید رستم پهلوان به دست پسرش کشته شود. سرداران سریع لشکری فراهم کردند و به یاری سهراب شتافتند. سهراب فرماندهی آن لشکر را به عهده گرفت و به سوی مرز ایران شتافت. در مرز ایران دژ بزرگی بود که به آن دژ سپید می‌گفتند و هجیر پهلوان فرمانده دژ سپید بود. هجیر وقتی لشکر تورانیان را دید که به دژ نزدیک شده‌اند خشمگین شد و به تندی زره پوشید و سوار بر اسب شد و به تنهایی به میدان جنگ رفت. سهراب که هجیر را دید سوار بر اسب شد و به سوی هجیر تاخت. سهراب بعد از کمی مبارزه هجیر را اسیر کرد و دست بسته او را نزد هومان فرستاد.

## نبرد با رستم

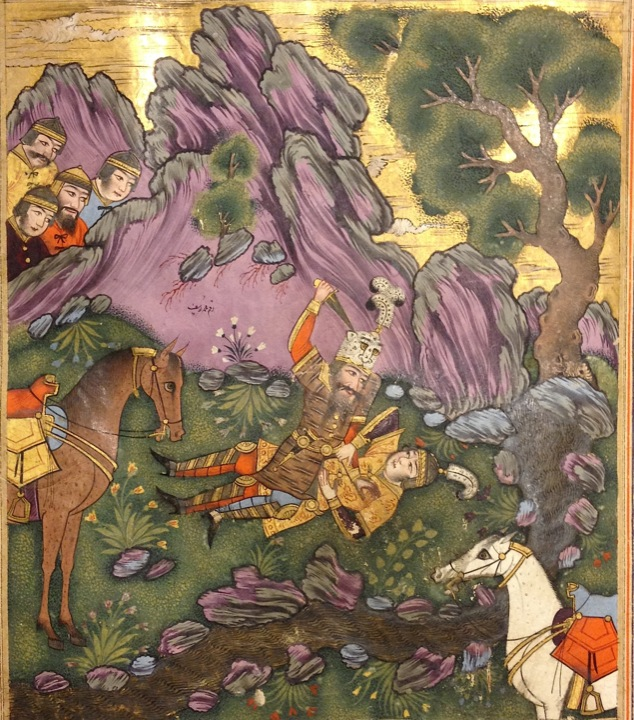
نبرد رستم و سهراب، هنگام چاقو زدن رستم

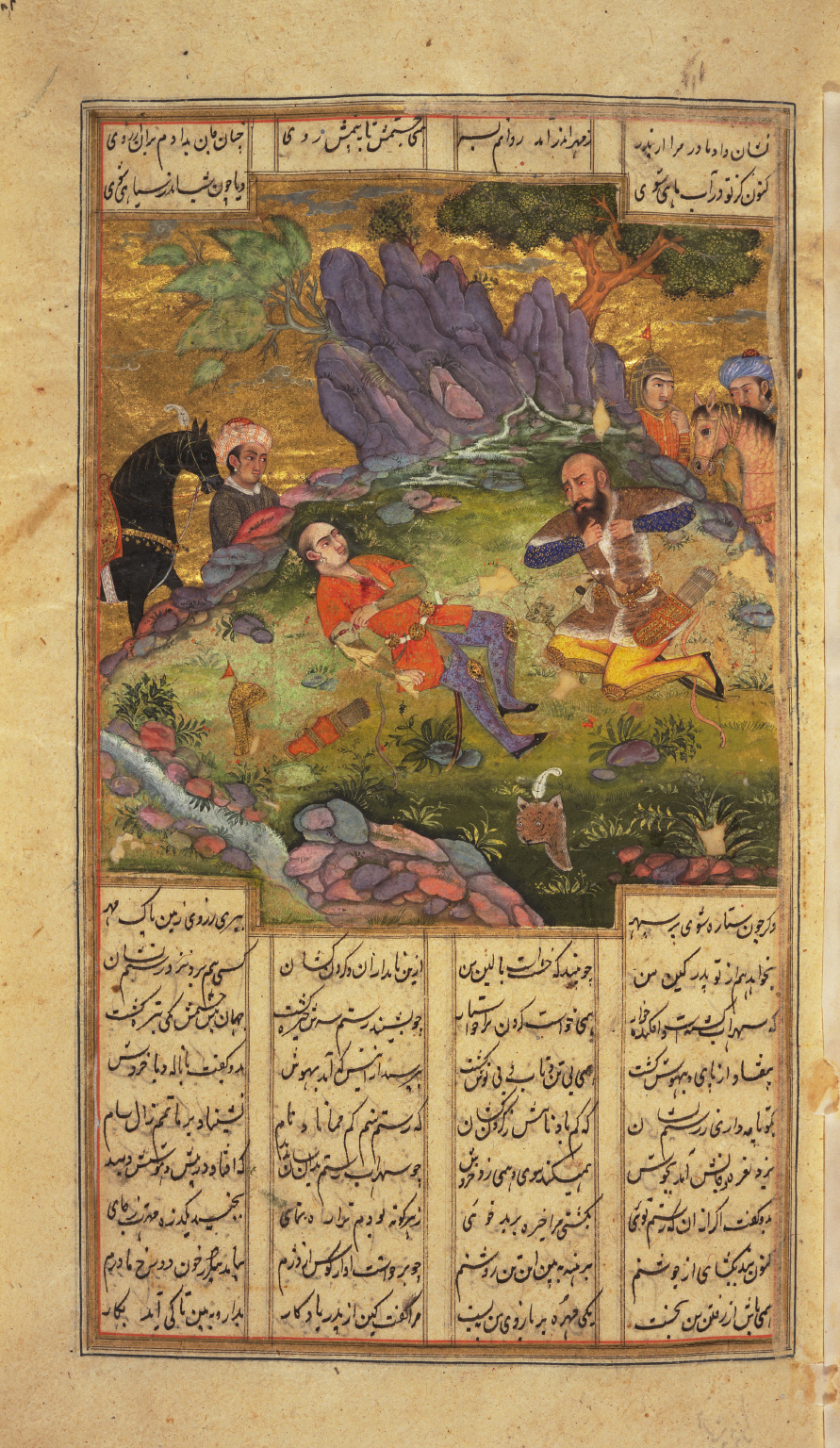
رستم در سوگ سهراب

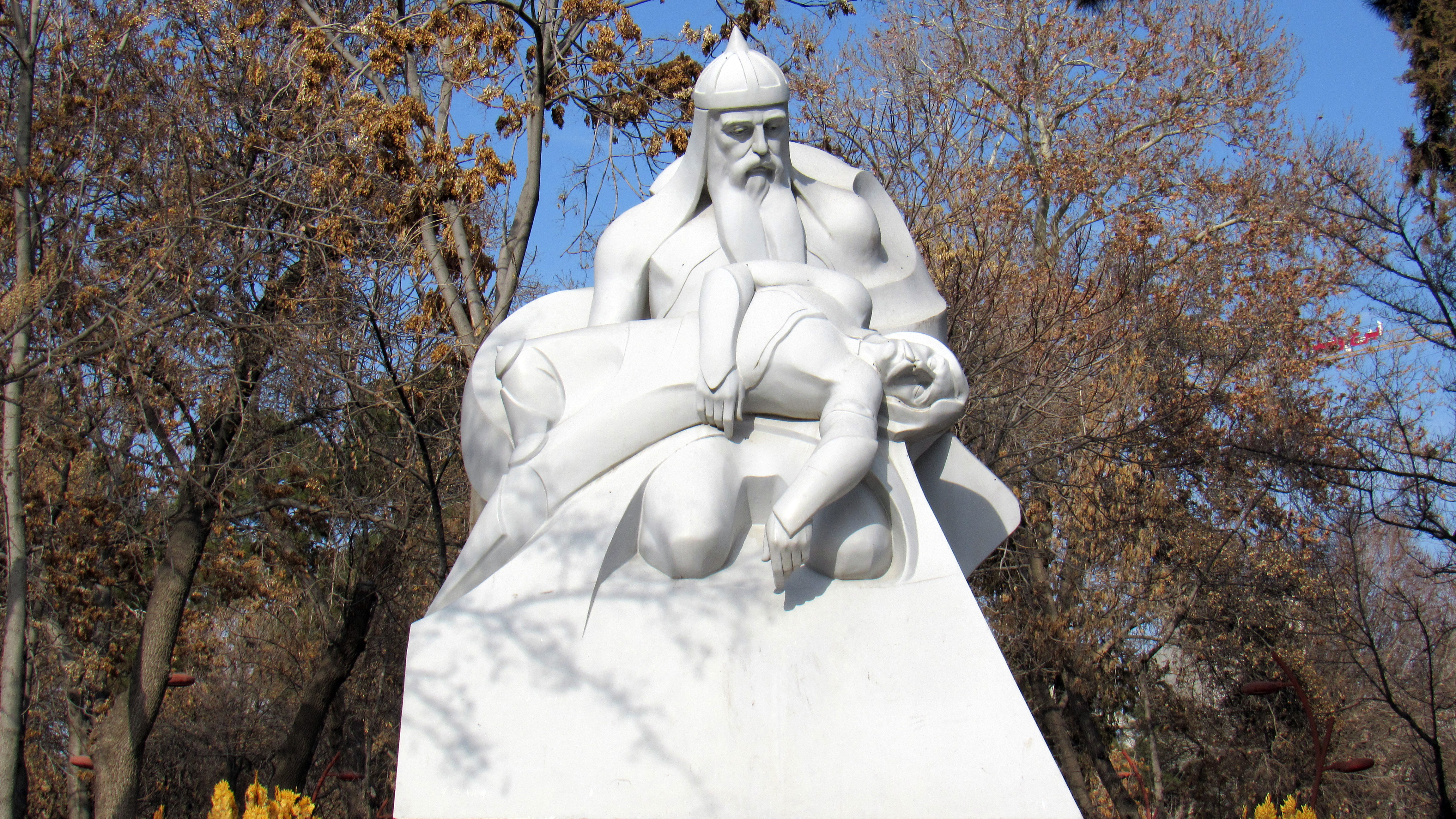
مجسمه رستم و سهراب در باغ ملی سبزوار

رستم دستان، پدر سهراب، در نبردی با او رویارو می‌شود و بدون آگاهی از اینکه سهراب پسرش است، پهلوی او را می‌دَرَد و چون سهراب در حال جان دادن است، نشان سهراب را می‌بیند و درمی‌یابد که او فرزندش است. پس، گودرز را سراغ کاووس می‌فرستد تا از او نوشدارو بگیرد و کاووس از این کار سر باز می‌زند. ابوالقاسم انجوی شیرازی در فردوسی‌نامه ادامهٔ داستان را چنین آورده:
رستم خشمگین می‌شود و به طرف بارگاه حرکت می‌کند. خبر به کیکاووس می‌دهند که رستم خشمگین شده و به طرف تو می‌آید. کیکاووس از درِ حرمسرا فرار می‌کند و رستم وارد کاخ می‌شود؛ که می‌بیند از کاووس خبری نیست، دارو را برمی‌دارد و به طرف سهراب می‌رود اما متأسفانه دیر می‌رسد. منجّم می‌آید و می‌گوید که کار از کار گذشته است.

مرشد عباس زریری، از نقالان شهیر شاهنامه، ادامهٔ بخشی از ادامهٔ داستان را که در شاهنامه به آن اشاره نشده است این چنین تقریر می‌کند:
رستم چون برای آوردن نوشدارو پا در رکاب شد، سهراب به هوش آمد و رستم را خواست. رستم بازگشت و دوباره گودرز را برای گرفتن نوشدارو به درگاه کاووس فرستاد: «گویند گودرز در این مرتبه نوشدارو را آورد که سهراب داعی حق را لبیک گفته بود».

## اقتباس‌ها
اقتباس‌های داستان رستم و سهراب فراوان بوده است. متیو آرنولد بر اساسش شعر سروده و حسین کاظم‌زاده ایرانشهر و آقا حشر کشمیری و ابوالقاسم جنتی عطایی و بهرام بیضایی بر اساسش نمایشنامه نوشته‌اند و بوریس کیمیاگرف بر اساسش فیلم ساخته است.
سمفونی و اپرای رستم و سهراب در دو پرده توسط ارکستر سمفونی ارمنستان و گروه کر به رهبری لوریس چکناواریان اجرا در پانزدهمین جشنواره موسیقی فجر (۱۸ تا ۳۰ بهمن ۱۳۷۸ در تالار وحدت و فرهنگسرای بهمن). چکناواریان این سمفونی را با تقدیم به رئیس جمهور وقت، محمد خاتمی به ملت ایران هدیه داد.